# Індонезійські протести та заворушення (вересень 2019)
Серія масових акцій протестів на чолі з студентами відбулися в великих містах Індонезії, 23 вересня 2019 року три дні поспіль, протестуючи проти нового законодавства, що зменшує повноваження Комісії з ліквідації корупції, а також парламентських голосів за кілька законопроєктів, включаючи новий кримінальний кодекс, який карає позашлюбний секс і образи проти президента. Протестувальники в основному студенти з понад 300 університетів та вищих шкіл і не мають асоціації з якимись конкретними політичними партіями чи групами. У кількох містах, включаючи Джакарту, Бандунг та Паданг, протестувальники зіткнулися з індонезійською поліцією, в результаті чого силовики обстріляли натовп сльозогінним газом та водометами. У столиці поліція підтвердила, що 265 студентів та 39 поліцейських поранені або перебувають у лікарнях. У Кендарі, Південне Сулавесі, два студенти померли від отриманих поранень під час жорсткої сутички.

## Передумови

### Комісія з ліквідації корупції (RUU KPK)
Поправки до Закону № 30/2002 про Комісію з ліквідації корупції (РУУ КПК) були ратифіковані членами Палати представників (РНП), які завершили термін 2014—2019 рр. 17 вересня 2019 року. Серед парламенту всі партії урядової коаліції, Індонезійська демократична партія боротьби (PDIP), Голкар, Партія Насдем, Партія народної совісті (Ханура), Об'єднана партія єдності та розвитку (ПЄР), Партія національного пробудження (ПНП), а також Народна мандатна партія (ПАН) одноголосно схвалили законопроєкт. Ратифікація була здійснена всього за 13 днів з моменту висунення на розгляд. Ініціювання законопроєкту було здійснено 5 вересня 2019 року без істотних доробок. 11 вересня 2019 року президент видав президентський лист Департаменту права та прав людини для перегляду закону разом із Палатою представників. Адміністрація погодилася переглянути поправки 16 вересня, а сам законопроєкт був ратифікований на наступний день.
Поправки були широко засуджені активістами та експертами за підрив ефективності Комісії з ліквідації корупції (КПК). Корупція є важливою політичною проблемою в Індонезії, і КПК, створена у 2002 році, була частиною вимог реформ, які відбулися після повалення авторитарного режиму Сухарто. З часу свого заснування КПК відома тим, що орієнтується на високоповажних політиків та бізнесменів. Поправки закликають зменшити незалежний статус КПК, зробивши його урядовим органом, створивши наглядову раду для моніторингу комісії, вимагаючи від слідчих КПК офіційного дозволу на проведення прослуховувань. Відповідно до опитування, проведеного Tempo 16 вересня, переважна більшість 82,61 % громадськості виступила проти перегляду та закликала президента Джоко Відодо накласти вето на законопроєкт. Раніше Джоко Відодо підтвердив свою прихильність до боротьби з корупцією. Перед ратифікацією в різних містах вже тривали масові акції протесту. В Балі 12 вересня 2019 року сотні людей зібралися, щоб висловити занепокоєння щодо законопроєкту. З іншого боку, контрпротест проревладних груп також відбувся перед штаб-квартирою КПК у Джакарті. Деякі учасники контрпротесту, як повідомляється, визнали, що їм платять за участь, без особливих знань щодо самої проблеми.

### Перегляд кримінального кодексу (RUU KUHP)
18 вересня 2019 року парламент обговорив законопроєкт про перегляд кримінального кодексу (RUU KUHP). Новий кримінальний кодекс був створений протягом кількох десятиліть та призначений замінити ряд законів голландської епохи. Поправка раніше була внесена у 2015 році Ясонном Лаолі, міністром юстиції та прав людини. З початку 2019 року консервативні ісламські групи знову наполягають на перегляді кримінального кодексу. Остання поправка включає декілька законів, заснованих на консервативних релігійних тлумаченнях, включаючи заборону дошлюбного сексу, спільного життя поза шлюбом, здійснення обрядів чорної магії, аборт без будь-яких на те медичних причин та зґвалтування. Проєкт кримінального кодексу також криміналізує образи проти президента, віце-президента, релігії, державних установ та державних символів, таких як прапор та державний гімн. Ряд поправок до кодексу був визнаний «згубним не лише для жінок але й для релігійних та гендерних меншин та для всіх індонезійців» прокоментував Андреас Харсоно з Human Rights Watch. Голосування планувалося провести 24 вересня 2019 року, але, зіткнувшись з громадським опором, Джоко Відодо оголосив про перенесення голосування на 20 вересня 2019 року. Однак, все ще існували побоювання, що парламент затягує голосування до закінчення їхнього терміну 24 вересня 2019 року.

## Вимоги
Студентська група під назвою «Альянс діючих людей» випустила сім вимог (7 Tuntutan). Ці вимоги підтримали більшість протестуючих по всій країні. Вимоги складаються з наступного:
1. Відтермінування попереднього читання проблемних статей RKUHP.
2. Переглянути нещодавно прийнятий закон про Комісію з ліквідації корупції (RUU KPK) та відхилити будь-які ослаблення зусиль щодо викорінення корупції в Індонезії.
3. Уряд повинен розслідувати і судити еліти, відповідальні за екологічну шкоду в кількох регіонах Індонезії.
4. Відхилення статті Закону про працю (RUU Ketenagakerjaan), які не надають переваги звичайним працівникам.
5. Відхилення статті Земельного законопроєкту (RUU Pertanahan), які є формальною зрадою аграрної реформи.
6. Прийняти законопроєкт про сексуальні насильства (RUU PKS)
7. Заохочувати процес демократизації в Індонезії та зупинити арешти активістів у різних секторах.

Виконавчий орган студентів (BEM), загальнонаціональна студентська організація, також випустила «сім закликів» (7 Десакан).
Вимоги складаються з наступного:
1. Відхилити Мінербанський законопроєкт про видобуток, Земельний законопроєкт, Виправний закони, Трудовий законопроєкт, скасувати Закон про КПК та Закон про ПДР, закликають прийняти ПКУ РУУ та законопроєкт про захист домашніх робітників.
2. Відставка лідерів КПК, обраних парламентом.
3. Відставка лідерів TNI & Polri, що займають цивільні посади.
4. Припинення мілітаризму у Папуа та інших регіонах, негайне звільнення папуаських політичних в'язнів.
5. Припинення всіх кримінальних справ проти активістів.
6. Припинення спалювання лісів в Калімантані та Суматрі, які здійснюються корпораціями, і вирішеення питання про корпоративні лісові пожежі та скасування дозволів для них.
7. Вирішення порушення прав людини та притягати до кримінальної відповідальності злочинців, зокрема тих, хто сидить у владних колах

## Протести
В той час як малі демонстрації вже проводилися епізодично, 23 та 24 вересня відбувалися масові протести, останні два дні до закінчення терміну чинних членів парламенту. Протести поширилися на десятки великих міст по всьому архіпелагу включно Джакарту, Бандунг, Джок'якарта, Сурабая, Маланг, Палембанг, Медан, Паданг, Семаранг, Суракарта, Лампунг, Ачех (провінція)
, Палу, Богор, Денпасар, Макасар, Балікпапан, Самаринда, Пурвокерто, Кедірі та інші.

### 23 вересня
За два дні до закінчення строку діючих членів парламенту, студенти різних університетів району Жаботабека відреагували на заклики соціальних медіа зібратися перед будівлею Національного парламенту в Джакарті. Була також невелика присутність студентської організації, відомої як Прогресивний студент за боротьбу з корупцією (MAPAK). Цього дня в указаному місці були присутні обидві сторони, підтримуючі поправки та їх противники. Противники поправок збільшуючі свою кількість з часом, блокуючи проспект Гато Суброто шлях до субрайону Сліпі.
Були також спроби перекрити Внутрішню кільцеву дорогу Джакарти, мітинг закінчився без великих перешкод. Протестувальники викрикували гасла типу «DPR — фашисти та антидемократи». Протести в Джакарті фінансувався небайдужими через KitaBisa. Кількість протестуючих сягнула двох тисяч.
Мітинги також мирно проходили в інших містах, включаючи Джок'якарта, Бандунг, Маланг, Балікпапан, Самаринда та Пурвокерто.
Мітинги в Джокьякарті, Бандунг та Маланг зібрали більше тисячі учасників.
Велика кількість фермерів також приєдналася до маршу, протестуючи проти законопроєкту про права на землю, що йшов від палацу Мердеки.

### 24 вересня

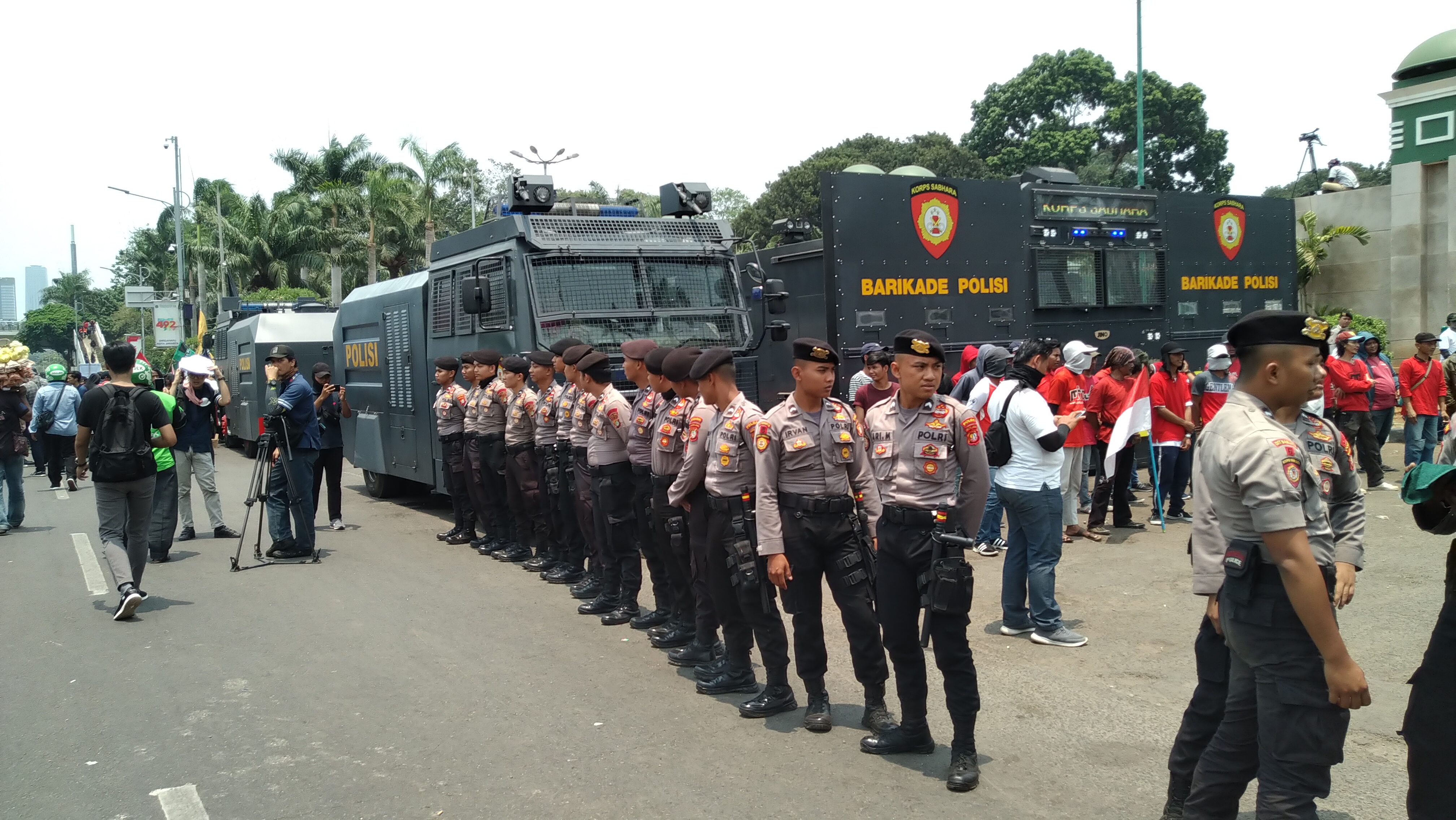
Барикади національної поліції та водомети Мобільної бригади біля будівлі парламенту в Джакарті 24 вересня 2019

Поліція Джакарти отримала повідомлення про черговий мітинг, запланований на 24 вересня 2019 року. В очікуванні події навколо будівлі парламенту було розміщено 18 000 правоохоронців. Ще 252 працівники поліції були відправлені для контролю дорожнього руху.
Цього ж дня студенти з віддалених районів, включаючи Бандунг та Джок'якарта, брали участь у демонстрації в Джакарті. О 16:00 натовп уже зайняв проспект Ґатот Суброто перед будівлею парламенту. Представники студентів вимагали зустрічі з керівниками Палати, яку поліція відхилила.
Що спонукало мітингувальників кидати каміння та пляшки у будівлю, та врешті-решт, спробувати вторгнутись на територію, розбивши паркан. Поліція відреагувала, пустивши в хід водомети та сльозогінний газ, щоб розігнати натовп. Сутички тривали до опівночі.
Було повідомлення про випадки коли, поліція побила протестуючого на в Конвенц-центрі Джакарти.
Поліція заявила про знищення трьох поліцейських та військових машин, а також трьох поліцейських форпостів. Вони також підтвердили арешт 94 протестуючих, поранення 254 протестувальників та 39 працівників міліції. Серед них 11 пацієнтів госпіталізовані, 3 — важко поранені. Кількість учасників акцій протесту в Джакарті сягала десятків тисяч.
У Падангу тисячі протестуючих зіткнулися з поліцією та силовими структурами, озброєними водометами. Учасники протестів врешті-решт витіснили поліцію та ввійшли до кабінету губернатора.

### 25 вересня
Учні професійної школи з різних районів Жаботабека продовжили мітинги перед будівлею парламенту. Були примінені коктейлі Молотова проти поліцейських баррикад. Було затримано 17 осіб, переважно неповнолітніх студентів. Поліція повідомляє, що майже всі протестувальники не ознайомлені з поправками до законів.
Поліція повідомила, що один студент загинув у ДТП на шляху до демонстрації в Джакарті.
Журналістка телеканалу Narasi TV зазнала фізиного знущання від членів її мобільної бригади за спробу зняти кадри в прямому ефірі під час демонстрацій в Джакарті.
У Сурабаї голова провінційної законодавчої ради Куснаді звернувся до протестуючих, пояснивши, що він не має повноважень щодо скасування суперечливих законопроєктів, і він особисто також не погодився з рішеннями, прийнятими національним парламентом.

### 26 вересня
В Кендарі, Південне Сулавесі, студент загинув після жорсткої сутички між протестуючими та поліцією перед будівлею провінційної законодавчої ради (DPRD). За попередніми даними, студента було вбито з вогнепальної зброї, Омбудсмен оголосив про відкриття справи про вбивство, та встановлення походження зброї. Начальник поліції Південно-Східного Сулавесі заперечив використання поліцією бойових та гумових куль. Ще один студент також знаходиться в критичному стані. Усман Хамід з Amnesty International вимагає від влади негайного розслідування та підзвітності. Мітинг вшанування потерпілих пройшов у Ментензі, Центральній Джакарті.
Мітинги продовжуються по всій країні в тому числі: Сурабая, Магеланг та Ч'яміс. У Магеланзі під час евакуації був поранений працівник Міністерства транспорту.

### 27 вересня
Кілька сотень членів Асоціації мусульманських студентів провели акцію протесту та спалили шини перед будівлею парламенту в Джакарті та інших містах, вимагаючи результатів розслідування про двох жертв у Південному Сулавесі.
У Макасарі сталася сутичка між учасниками акцій протесту та спецпризначенцями, один учасник протесту був затриманий.

## Реакція
Президент Джоко Відодо заперечив можливість накладання вето на ратифікацію RUU KPK. Міністр Юстиції та прав людини Ясонна Лаолі також запевнила, що президент Джоко Відодо не видасть президентський указ про скасування перегляду. Відодо та Лаолі заявили, що питання має бути вирішене через конституційну процедуру, подавши прохання до Конституційного суду. Лаолі розкритикувала демонстрацію та закликала не втручатися в зміну законодавства, посилаючись на ризик делегітимізації державних установ.
Міністр досліджень, технологій та вищої освіти Мохамад Насір заявив, що президент Джоко Відодо застеріг викладачів університету про мобілізації студентів. Він також додав, що викладачі, які закликали своїх студентів приєднатися до протесту, або викладачі, чиї студенти будуть приєднані до протесту, будуть санкціоновані урядом.
Оке Мадріл, керівник антикорупційного університету, критикував відповідь президента Джоко Відодо, заявивши, що він не відповів на публічне обурення щодо RUU KPK. Він протиставляв RKUHP, який був відкладений, аргументуючи це тим, що відсутність готовності Відодо прийняти голос людей посилить звинувачення, що в законодавстві стоїть корупційна влада, а сам президент є частиною корупції. Оке також заявив, що ця подія підірвала довіру громадськості до прихильності президента Джоко Відодо щодо викорінення корупції.
Уряд США, Великої Британії та Австралії опублікував попередження для своїх громадян які планують відвідати Індонезію.